# コイバナ!〜恋せよ花火〜
『コイバナ!〜恋せよ花火〜』（コイバナ こいせよはなび）はななじ眺による漫画。「マーガレット」（集英社）で2007年8月から連載。

## あらすじ
主人公、丸井花火（まるいはなび）は、男の子が大の苦手で女子高校を受けようとするが、受験に失敗して共学の七歩高校に通うことになる。この七歩学園高校は男子7対女子1の男だらけの高校。また、I（インダストリアル）科（♂）、B科（♂）、L（ライフ）科（♀）の3つの専門コースに分かれている。
花火は通うと同時に男子とは関わらない！と決めていたのに、何かと宇野誓（うのちかい）と接点を持ってしまう。しかし花火はそんな誓になびかない。そんな態度が許せない誓は花火にわざとちょっかいをだしていく。文化祭中も花火を引っ張りまわす誓。アピールするために誓はいろんなコスプレをして見せたり、手作りの犬の置物をあげたり……。そして花火は誓を大嫌いと思いつつ、遂に誓への思いを恋心だと認める。
だが、誓には彼女、ユキネがいる・・と悩む花火に、誓は優しく接してくる。そのため花火は、誓への恋心を捨て切れない。
ある時、ひょんなことで誓と花火はナンパとクーちゃん（誓の愛犬、チョコタンカラーのダックス）も一緒にドッグランへ行くことに。
花火はユキネの存在を忘れて楽しい時を過ごしていたが、何故か誓の携帯にはユキネからの着信がたくさん来ていた。
そうしてドッグランから帰ると、ユキネが誓を待っていた。ユキネはどうやらずっと待っていたらしいが、CDを返してほしいだけだ、と言う。
そんなユキネに誓は別れを告げる。
ユキネと別れ、フリーになった誓に花火は猛アタック。果たして、花火の恋は叶うのだろうか。

## 登場人物
※キャストはVOMIC版のもの。
丸井 花火（まるい はなび）
声 - 広橋涼
男の子が大の苦手な高校1年生。L科に所属。
誓からたびたび「忠犬」扱いされる。誕生日4月22日。O型。156cm。
宇野 誓（うの ちかい）
声 - 石田彰
イケメンでモテ男な高校1年生。ナルシストだが、女子からの人気は高い。I科に所属。
「クレオパトラ」というメスの犬（ダックスフント）を飼っている。誕生日7月29日。177cm。B型。
ナンパ
声 - 広瀬正志
花火の飼っているオスの柴犬。
福岡 厚実（ふくおか あつみ）
声 ‐ 設楽麻美
花火の親友。L科に所属。太めの女の子で、体重は６０キロを超える（父親は細身だが、母親が太い）。得意料理はカレー。
佐々の事が好きで、彼に似合う女の子になろうと無理なダイエットをして体を壊してしまう。誕生日11月30日。O型。155cm。
乾 美衣（いぬい みい）
声 ‐ 世戸さおり
花火の親友。L科に所属。何かと面倒くさがり屋で、恋愛には興味なし。かなりの美人で、学校中の男子の憧れの的。
実は誓の事が好きだったが、花火とライバル関係になるのが嫌だったため隠していた。後に尾山と付き合う事に。誕生日10月25日。151cm。B型。
浅香 しの（あさか しの）
声 ‐ 安士百合野
花火の親友で、あだ名は「しのっちょ」。L科に所属。真面目なクラス委員。
眼鏡をかけた地味な女の子だが、実はダテ眼鏡で、彼氏であるマサトとお揃いで付けている。
家は貧乏で、１０人姉弟の長女であるため、バイトをして家計を支えている。誕生日9月21日。A型。161cm。
佐々 尚之（ささ なおゆき）
花火と会話ができる男子生徒で、女の子みたいな可愛らしい外見をしている。
花火の不注意から学校中に男性が好きだという事がバレてしまうが、今は収まりつつある。
厚実を「大切な人」だと話し、彼女の事を気にかけている。誕生日3月28日。A型。164cm。
マサト
しのっちょの彼氏。I科に所属している。
眼鏡をかけた地味な少年だが、実はダテ眼鏡で、眼鏡を外すと可愛らしい顔をしている。
１人っ子で、家はお金持ちらしい。
久保 想太郎（くぼ そうたろう）
声 ‐ 石上裕一
誓の友人でI科の1年生。黒髪のクールな少年。誕生日2月2日。AB型。177cm。
近藤 嵐士（こんどう あらし）
声 ‐ 増田隆之
誓の友人でI科の1年生。ツンツン髪をした男の子。誕生日7月9日。172cm。A型。
尾山 真一（おやま しんいち）
声 ‐ 新垣樽助
誓の友人でI科の1年生。美衣からのあだ名は「鼻メガネ」。
どんなに冷たくされても美衣を一途に想う男の子。誕生日4月18日。175cm。O型。　
飛山 玄（とびやま げん）
デパートの中にある花屋の店長で、佐々が想いを寄せる男性。
彼の気持ちを知っていながら、厚美ちゃんや花火の恋を応援している。誕生日5月17日。
飛山 明美（とびやま あけみ）
玄の妻で、通称「AMI姫先生」。L科の臨時講師。
毎年授業と課題を通してカップルをいっぱい作って去ってゆく。誕生日8月4日。
丸井 港（まるい みなと）
花火の姉。
丸井 杏（まるい あんず）
声 - 阿久津加菜
花火の妹。
雪音（ゆきね）
誓の元カノ。かなりの美人。誕生日12月23日。

## 書誌情報
- ななじ眺 『コイバナ! 恋せよ花火』 集英社 〈マーガレットコミックス〉、全10巻
  1. 2008年1月25日発売[1]、ISBN 978-4-08-846255-4
  2. 2008年5月23日発売[2]、ISBN 978-4-08-846293-6
  3. 2008年9月25日発売[3]、ISBN 978-4-08-846331-5
  4. 2009年1月23日発売[4]、ISBN 978-4-08-846375-9
  5. 2009年5月25日発売[5]、ISBN 978-4-08-846405-3
  6. 2009年9月25日発売[6]、ISBN 978-4-08-846441-1
  7. 2010年1月25日発売[7]、ISBN 978-4-08-846482-4
  8. 2010年5月25日発売[8]、ISBN 978-4-08-846524-1
    - 番外編「はじめまして、」

  9. 2010年9月24日発売[9]、ISBN 978-4-08-846564-7
  10. 2010年11月25日発売[10]、ISBN 978-4-08-846592-0
    - 番外編「コイバナ!-恋する花火-」

### アンソロジー
- 東日本大震災チャリティー漫画本 PARTY! SORA[注 1][11]（2011年8月5日発売[12]、メディアパル、ISBN 978-4-89610-202-4）
  - コイバナ!〜恋せよえびばで〜[13]

## ラジオドラマ
2008年9月に集英社ヴォイスコミックステーション「VOMIC」にて配信された。